# Gevorg Davtyan
Gevorg Davtyan (né le 4 janvier 1983 à Gyumri) est un haltérophile arménien.

## Carrière sportive
Aux championnats du monde d'haltérophilie de 2007, il remporte la médaille d'argent de la catégorie des moins de 77 kg avec un total de 362 kg. Dans la même catégorie, il remporte la médaille d'or aux championnats d'Europe de 2007 et de 2008. Il est nommé Meilleur sportif d’Arménie de l’année 2007.
En 2008, aux Jeux olympiques de Pékin, il remporte la médaille de bronze, toujours dans la catégorie des moins de 77 kg, avec un total de 360 kg.